# Baniyas SCC
El Baniyas SCC (àrab: نادي بني ياس الرياضي, Nādī Banī Yās ar-Riyāḍī, ‘Club Esportiu de Bani Yas') és un club de futbol dels Emirats Àrabs Units de la ciutat d'Abu Dhabi, a la zona d'Al Shamkha.

## Palmarès
- Copa del President dels Emirats Àrabs Units de futbol:[3][4]
  - 1991–92
- Segona Divisió dels Emirats Àrabs Units:[5]
  - 1994–95, 2004–05, 2008–09, 2017–18
- Copa de Clubs Campions del Golf:[6]
  - 2012–13